# Romanschulzia arabiformis
Romanschulzia arabiformis är en korsblommig växtart som först beskrevs av Dc., och fick sitt nu gällande namn av Reed Clark Rollins. Romanschulzia arabiformis ingår i släktet Romanschulzia och familjen korsblommiga växter. Inga underarter finns listade i Catalogue of Life.